# 林崎新夢想流
林崎新夢想流（はやしざきしんむそうりゅう）とは、東北を中心に伝承された居合の流派である。

## 歴史
この流派は林崎甚助を開祖とし、二代目を田宮平兵衛、三代目長野無楽斎、四代目を一宮左太夫、五代目を谷小左衛門とする居合流派である。弘前藩の系統では神夢想林崎流とも名乗っている。
新庄藩内では谷小左衛門の弟子、駒杵良重の系統と常井直則の系統の2系統があった。常井直則は新庄藩より弘前藩に移ったため、弘前藩には常井系の林崎新夢想流が伝わった。他に谷家が水戸藩に移ったことにより水戸でも伝承された。水戸では一宮流としてで伝わっていた。その他にも東北で広く伝承された。
新庄藩に伝わった系統に伝わる伝承では、幕末、江戸の窪田清音（窪田派田宮流）の道場で修行していた新庄藩士・北条勘平が当流の技で大石進に勝ったと伝えられている。

## 特徴
刃長3尺3寸（およそ1m）の長大な刀を用いて稽古する流派である。現在まで伝承されている林崎系居合流派の中では原型に最も近いと言われており、新田宮流などの伝書にある「三尺三寸の刀を以て、敵の九寸五分の小刀にて突く前を切止る修業なり」、田宮眞傳奥儀集に記された「気体ノ和ニ随テ、数寸ノ間ニシテ長刀ヲ抜出スヲ以テ、修行ノ第一儀トス」そのままの形を伝えている。現存する多くの居合流派と違い、相手をつけて二人組の形を中心に稽古する。
その座法は跪坐から片膝を立てたような形であり、「趺踞」という。座り技は基本この座法で、正座で脇差を帯刀した打太刀の膝を割るように座り、極めて接近した状態から形が始まる。林崎新夢想流の研究稽古をおこなっている古剣稽古日誌によると「密着した状態の趺踞から相手の小刀を斬り止める形は、よけいな要素を、ことごとくそぎ落として純化し」た稽古法ではないか、と推測している。浅賀流居合腰廻伝書には「元居合は間の内脇刺の勝なり。然れ共常に刀をよくあつかい知れば、脇刺は手の内也。」とあり、脇差が有利な間合に於いて大刀で稽古する事で、脇差がより遣いやすくなる旨が記されている。
形名は紀州藩伝の田宮流の初期のものと多くが一致する。型の順番や数、名称は伝承された藩によって異なる。現存の新庄藩傳と弘前藩(津軽藩)傳では形名に若干差異がみられ、抜き方、斬り方、血振り、納刀、礼法他作法にも多少の違いがあるが、大まかな動きは同じである。
林崎夢想流第十七代宗家奥山勧禅によると「基本として卍抜を自在に得るまで修行させる。これだけで二百本ある。」としている。また卜伝一之太刀は「林崎夢想流居合術の秘奥として初祖以来正統者のみに秘授され現在に至る」「新庄藩のみに相伝した」としている。弘前藩の林崎新夢想流では常井より学んだ浅利伊兵衛が工夫の末に夢中で老翁より学んだ技として一の太刀があった。これは卜伝一ノ太刀とは関係ないものであった。
他の居合流派と同じく、前の敵、左右の敵と稽古していき、多数の敵相手の技を学び、その後に立った状態の技を習う事になっている。

## 技法

### 表次第
他藩では居合目録次第ともいわれる。中極位の技で、居合の根源である。この七本は藩に関わらず伝承されている。また、田宮流など林崎系の他流派にも同じような型名、技法が存在する。

一、押立

二、押抜

三、防身

四、除身

五、幕越

六、胸刀

七、頭上

他右身、左身、など型多数あり。藩によって伝承が異なってくる。

## 現在の伝承状況
新庄藩で伝えられた系統は故・奥山観禅が「林崎夢想流」と名乗り伝承していた（この系統には卜伝流手裏剣術などが併伝されていた）。この系統は日本古武道協会に「林崎夢想流居合術」として加盟している。また、弘前藩(津軽藩)で伝えられた系統は、笹森順造（小野派一刀流宗家、神夢想林崎流を名乗る）の系統が東京に、寺山竜夫（林崎新夢想流と名乗る。當田流宗家の浅利家伝）の系統の経験者が弘前に存在しており、存命している流儀経験者からの指導や伝書類等の内容を基に研究稽古を行なっている。笹森順造の系統は日本古武道振興会に「神夢想林崎流居合術」として加盟している。